# Coupe du monde de marathon FINA de nage en eau libre 2008
Navigation
Édition 2007 Édition 2009
L'édition 2008 de la Coupe du monde de marathon de nage en eau libre, se dispute entre les mois de janvier et octobre.
Les étapes réparties sur 3 continents sont au nombre de 8.

## Les étapes
| Date         | Lieu        |
| ------------ | ----------- |
| 26 janvier   | Santos      |
| 15 mars      | Dubaï       |
| 28 juin      | Setúbal     |
| 24 juillet   | Lac St-Jean |
| 21 septembre | Shantou     |
| 28 septembre | Hong Kong   |
| 4 octobre    | Singapour   |
| 11 octobre   | Cancún      |

## Classement

### Hommes
| Place | Nom                  | Nationalité | Point |
| ----- | -------------------- | ----------- | ----- |
| 1     | Valerio Cleri        | Italie      | 129   |
| 2     | Yuri Kudinov         | Russie      | 104   |
| 3     | Mazen Aziz           | Égypte      | 93    |
| 4     | Daniil Serebrennikov | Russie      | 85    |
| 5     | Allan Do Carmo       | Brésil      | 72    |

### Femmes
| Place | Nom               | Nationalité | Point |
| ----- | ----------------- | ----------- | ----- |
| 1     | Angela Maurer     | Allemagne   | 116   |
| 2     | Larisa Ilchenko   | Russie      | 98    |
| 3     | Ana Marcela Cunha | Brésil      | 94    |
| 4     | Britta Kamrau     | Allemagne   | 70    |
| 5     | Alice Franco      | Italie      | 68    |

## Vainqueurs par épreuve
| Étapes           |                  |                   |
| Vainqueur Hommes | Vainqueur Femmes |                   |
| Santos           | Valerio Cleri    | Larisa Ilchenko   |
| Dubai            | Thomas Lurz      | Poliana Okimoto   |
| Setubal          | Valerio Cleri    | Ana Marcela Cunha |
| Lac St-Jean      | Mazen Aziz       | Angela Maurer     |
| Shantou          | Valerio Cleri    | Kristel Kobrich   |
| Hong Kong        | Valerio Cleri    | Larisa Ilchenko   |
| Singapour        | Valerio Cleri    | Larisa Ilchenko   |
| Cancun           | Thomas Lurz      | Larisa Ilchenko   |